# 馬林 (姆利尼夫區)
50°39′23″N 25°38′22″E / 50.65639°N 25.63944°E
馬林（烏克蘭語：Малин），是烏克蘭西北部的村莊，隸屬里夫內州的杜布諾區。該村始建於1545年，面積12.9平方公里，海拔高度226米，2001年人口417，人口密度每平方公里32.4人。